# Bahnstrecke Spreewitz–Graustein
| Strecke                                               |        | von Knappenrode                 | von Knappenrode                 |
| Blockstelle                                           | 9,673  | Abzw Spreewitz Süd              | 118 m                           |
| Abzweig geradeaus, nach links und ehemals von links   |        | nach Sornoer Buden              | nach Sornoer Buden              |
| Blockstelle                                           | 12,091 | Abzw Spreewitz Nord             | 120 m                           |
| Brücke über Wasserlauf                                | 12,865 | Spree                           | Spree                           |
| Kreuzung geradeaus unten                              | 14,130 | Werkbahn Schwarze Pumpe–Boxberg | Werkbahn Schwarze Pumpe–Boxberg |
| Abzweig geradeaus und ehemals von rechts              | 18,423 | Awanst Nochten                  | 125 m                           |
| ehemalige Blockstelle                                 | 18,765 | Abzw Graustein Süd              | 127 m                           |
| Abzweig geradeaus, ehemals nach rechts und von rechts |        | von Görlitz                     | von Görlitz                     |
| Dienststation / Betriebs- oder Güterbahnhof           | 20,274 | Graustein                       | 133 m                           |
| Strecke                                               |        | nach Cottbus–Berlin             | nach Cottbus–Berlin             |

| Strecke                                     |       | von Sornoer Buden   | von Sornoer Buden |
| Dienststation / Betriebs- oder Güterbahnhof | 0,000 | Spreewitz           | 115 m             |
| Abzweig ehemals geradeaus und nach rechts   |       | nach Knappenrode    | nach Knappenrode  |
| Abzweig ehemals geradeaus und von rechts    |       | von Spreewitz Süd   | von Spreewitz Süd |
| Blockstelle                                 | 1,590 | Abzw Spreewitz Nord | 120 m             |
| Strecke                                     |       | nach Graustein      | nach Graustein    |

| Strecke                                  |        | von Spreewitz      | von Spreewitz  |
| ehemalige Blockstelle                    | -0,021 | Abzw Graustein Süd | 127 m          |
| Abzweig ehemals geradeaus und nach links |        | nach Graustein     | nach Graustein |
| Abzweig ehemals geradeaus und von links  |        | von Berlin         | von Berlin     |
| ehemalige Blockstelle                    | 1,520  | Abzw Graustein Ost | 134 m          |
| Strecke                                  |        | nach Görlitz       | nach Görlitz   |

Die Bahnstrecke Spreewitz–Graustein ist eine Hauptbahn im Freistaat Sachsen, die ursprünglich als Teil einer Fernverbindung von Bautzen nach Cottbus konzipiert worden war. Sie zweigt bei Spreewitz aus der Bahnstrecke Knappenrode–Sornoer Buden ab und mündet bei Graustein in die Bahnstrecke Berlin–Görlitz ein. Außer der früheren Ausweichanschlussstelle Nochten gibt es an der Strecke keine dem öffentlichen Verkehr dienenden Betriebsstellen.

## Geschichte
Eröffnet wurde die Strecke Spreewitz–Graustein am 24. Mai 1963. Am 20. April 1965 wurde eine Verbindungskurve zwischen der an dieser Strecke eingerichteten Abzweigstelle Graustein Süd und dem an der Bahnstrecke Berlin–Görlitz gelegenen Abzweig Graustein Ost in Betrieb genommen und damit die Verbindung auch Richtung Weißwasser hergestellt.
Damit Züge auch direkt zwischen Graustein und Knappenrode geführt werden konnten, wurde am 1. April 1967 die Verbindung zwischen den Abzweigstellen Spreewitz Nord und Spreewitz Süd eröffnet. Reisezüge über diese Strecke fuhren fast immer in Richtung Knappenrode–Hoyerswerda weiter. Um das Jahr 1970 herum gab es einige Jahre einen direkten Ausflugszug an Wochenenden von Cottbus nach Bautzen.
Die Verbindungskurve zwischen den Abzweigstellen Graustein Süd und Graustein Ost wurde am 1. Dezember 1992 noch von der Deutschen Reichsbahn stillgelegt, die zugehörigen Weichen wurden ausgebaut. Am 15. Mai 1995 wurde dann auch die rund 1,6 Kilometer lange Verbindungskurve zwischen dem Bahnhof Spreewitz und der Abzweigstelle Spreewitz Nord von der DB Netz AG stillgelegt, nachdem das Eisenbahn-Bundesamt dies am 3. März 1995 genehmigt hatte. Auch diese Abzweigweichen sind ausgebaut.
Nach der Neugliederung und der Übertragung des Reiseverkehrs auf die Länder beziehungsweise Zweckverbände befuhr die Regionalbahnlinie RB 47 Hoyerswerda–Cottbus die Strecke im Auftrag des Verkehrsverbunds Oberelbe (VVO) und des Verkehrsverbunds Berlin-Brandenburg (VBB). Der VVO stellte den Verkehr trotz erheblicher Proteste zum 11. Dezember 2004 ein, zuletzt waren es neun Personenzugpaare täglich. Seit dieser Zeit gibt es auf dieser Strecke keinen regelmäßigen Personenverkehr mehr.